# Sheriff Jim Coats Clearwater Women's Open 2010
Lo Sheriff Jim Coats Clearwater Women's Open 2010 è stato un torneo di tennis facente parte della categoria ITF Women's Circuit nell'ambito dell'ITF Women's Circuit 2010. Il torneo si è giocato a Clearwater (Florida) in USA dall'8 al 14 marzo 2010 su campi in cemento e aveva un montepremi di 25 000 $.

## Vincitrici

### Singolare
Johanna Larsson ha battuto in finale  Shuai Zhang con il punteggio di 7–6(4) 6–0

### Doppio
Xu Yi-Fan /  Zhou Yi-Miao hanno battuto in finale  Alina Židkova /  Laura Siegemund con il punteggio di 6–4 6–4